# سيرجي سالنيكوف
سيرجي سالنيكوف (مواليد 13 سبتمبر 1925) هو لاعب كرة قدم. لعب مع منتخب الاتحاد السوفيتي لكرة القدم. سبق له أن لعب في كأس العالم لكرة القدم مع منتخب بلاده.

## روابط خارجية
- سيرجي سالنيكوف على موقع الاتحاد الدولي (مؤرشف)  (الإنجليزية)
- سيرجي سالنيكوف على موقع قاعدة بيانات كرة القدم.إي يو (الإنجليزية)
- سيرجي سالنيكوف على موقع ليكيب (الفرنسية)
- سيرجي سالنيكوف على موقع ناشيونال فوتبول تيمز (الإنجليزية)
- سيرجي سالنيكوف على موقع عالم كرة القدم.نت (الإنجليزية)
- سيرجي سالنيكوف على موقع أوليمبيديا (الإنجليزية)